# Christkönig (Bielefeld)

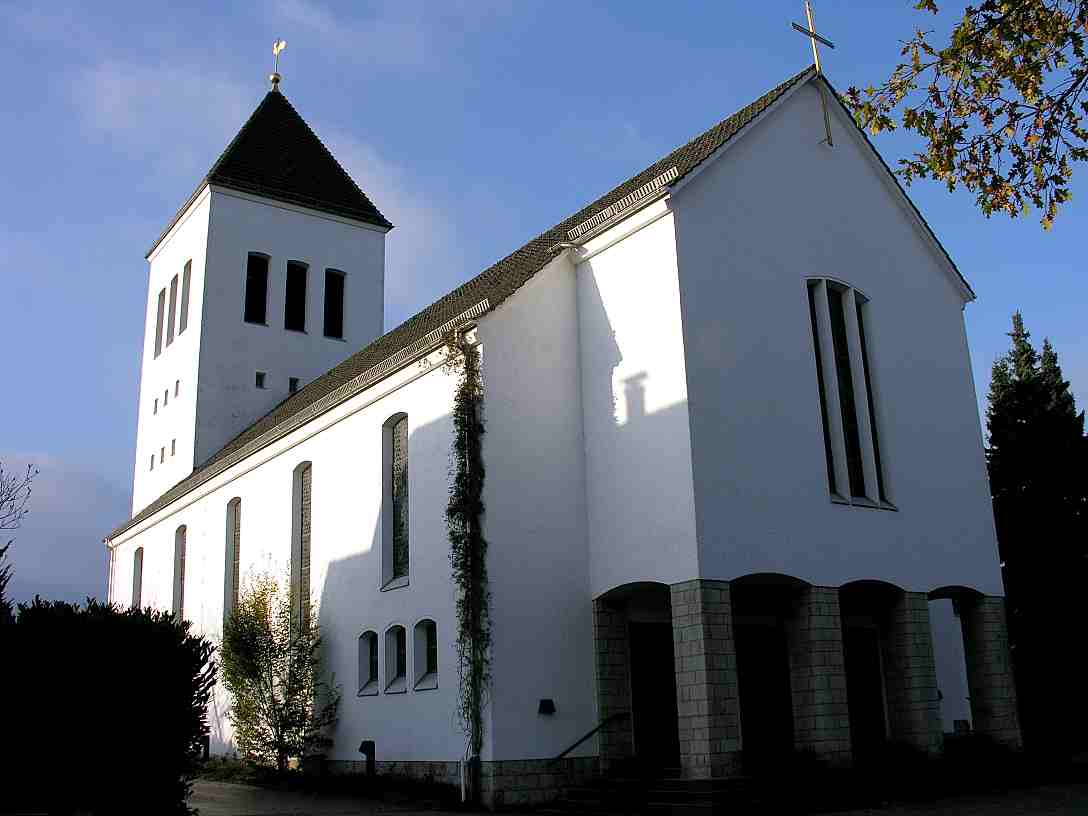
Christkönig in Bielefeld

Christkönig ist eine römisch-katholische Pfarrkirche in Bielefeld, Nordrhein-Westfalen. Kirche und Gemeinde gehören zum Pastoralverbund Bielefeld-Mitte-Nord-West des Dekanats Bielefeld-Lippe im Erzbistum Paderborn. Zur Gemeinde zählen 3.438 Gläubige (Stand: November 2007).

## Geschichte
Die Gemeinde Christkönig entstand nach dem Zweiten Weltkrieg, als viele katholische Flüchtlinge nach Bielefeld kamen. Zunächst wurden ab 1952 die evangelisch-lutherische Erlöserkirche und die Turnhalle der Sudbrackschule als Gottesdienstraum genutzt. Die Grundsteinlegung zur Kirche erfolgte im Jahr 1954. Die Pläne stammten von Aloys Dietrich.
Ab 1957 bemühte man sich um die Einrichtung einer katholischen Bekenntnisschule, die vier Jahre später auch umgesetzt wurde und bis 1968 Bestand hatte. Ebenfalls aus dieser Zeit stammt der 1960 eingeweihte Kindergarten, dessen Träger die Kirchengemeinde ist.
1966 bis 1967 erfolgte die erste Umgestaltung des Kircheninneren. Nach der Liturgiereform des Zweiten Vatikanischen Konzils wurde der Tabernakel versetzt, den man 1994 nochmals umsetzte.
1971 wurde das Laurentiusheim errichtet. 2003 wurde die Gemeinde zusammen mit der Heilig-Geist-Gemeinde zum Pastoralverbund Im Bielefelder Westen zusammengeschlossen.

## Glocken
Die vier Gussstahl-Glocken der Kirche wurden 1956 vom Bochumer Verein gegossen.
| Name             | Christ-König | St. Maria | St. Hedwig | St. Josef |
| Durchmesser (mm) | 1640         | 1430      | 1260       | 1050      |
| Gewicht (ca. kg) | 1777         | 1075      | 759        | 467       |
| Schlagton        | c′           | es′       | f′         | as′       |